# Goldstone (groupe)
Pour les articles homonymes, voir Goldstone.
 (août 2019).
Goldstone est un girl group britannique.

## Histoire
Le groupe se forme en 2013 alors que Aimie Atkinson et Helen Wint participent à la comédie musicale Dirty Dancing.
Il est des six finalistes du concours de sélection pour représenter le Royaume-Uni au Concours Eurovision de la chanson 2018 après trois mois d'auditions au siège de la BBC à Londres. Il interprète I Feel The Love, une chanson écrite par Eric Lumiere, Joakim Buddee, Laura White et Roel Rats. La chanteuse SuRie remporte la sélection.
Quelques mois plus tard, Goldstone remporte l'émission The Voice of Astana au Kazakhstan.